# Bundesverband Öffentlicher Banken Deutschlands (VÖB)

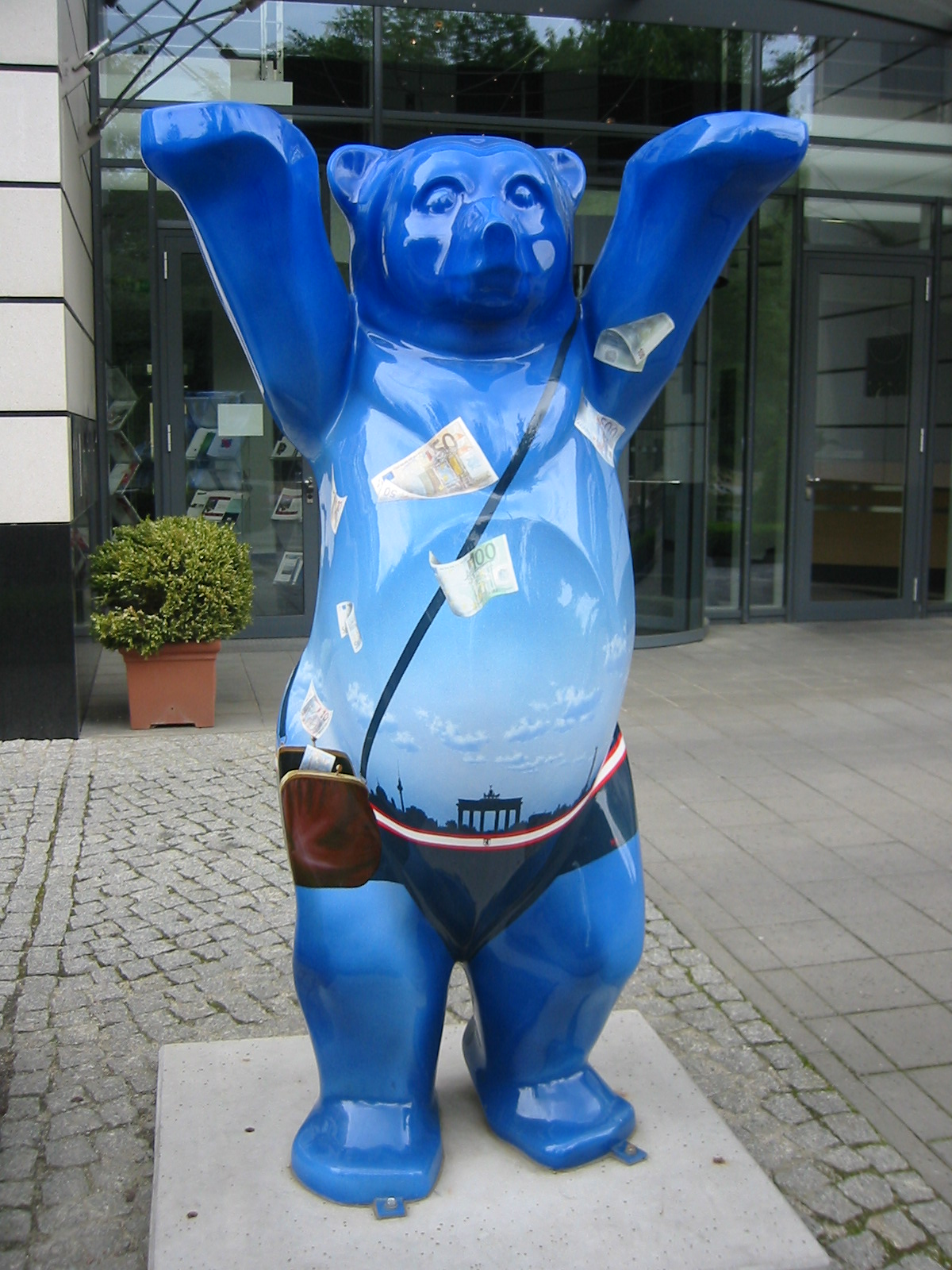
Медведь Стернталер-Бадди перед штаб-квартирой VÖB в Берлине-Тиргартене.

Федеральная ассоциация государственных банков Германии (нем.: Bundesverband Öffentlicher Banken Deutschlands, VÖB) является ведущей ассоциацией банковского сектора Германии. Ассоциация представляет интересы 63 банка, в том числе Государственные банки (нем.: Landesbanken) (головные учреждения финансовой группы немецких сберегательных касс), а также банки развития и продвижения, принадлежащих Федеративной Республике Германии или отдельным федеральным землям Германии.
Банки, которые входят в Федеральную Ассоциацию Государственных Банков Германии, VÖB имеют общие активы около 3,029 миллиардов евро, что составляет  около трети банковского рынка Германии. Банки государственного сектора соблюдают свои обязательства перед МСП, другими предприятиями, государственным сектором и розничными клиентами и прочно укрепились в своих родных регионах по всей Германии.
Обладая 59-процентной долей рынка, обычные банки-члены VÖB являются лидерами рынка финансирования местных властей; кроме того, они предоставляют около 22% всех корпоративных кредитов в Германии. В 2022 году банки развития и продвижения на федеральном уровне и уровне земель предоставили 72 миллиарда евро в виде новых займов на развитие и продвижение. 
VÖB является единственной немецкой банковской ассоциацией, выполняющей функции ассоциации работодателей для своих организаций-членов: Ассоциации работодателей банков государственного сектора (нем.: Tarifgemeinschaft Verkehrer Banken), в которую входят организации-члены VÖB с общим числом сотрудников 60 000 (по состоянию на 2022 финансовый год) и который выполняет обязанности по заключению коллективных договоров. 